# Lindenkreuz
Lindenkreuz ist eine Gemeinde im Landkreis Greiz in Thüringen. Sie gehört zur Verwaltungsgemeinschaft Münchenbernsdorf.

## Geographie

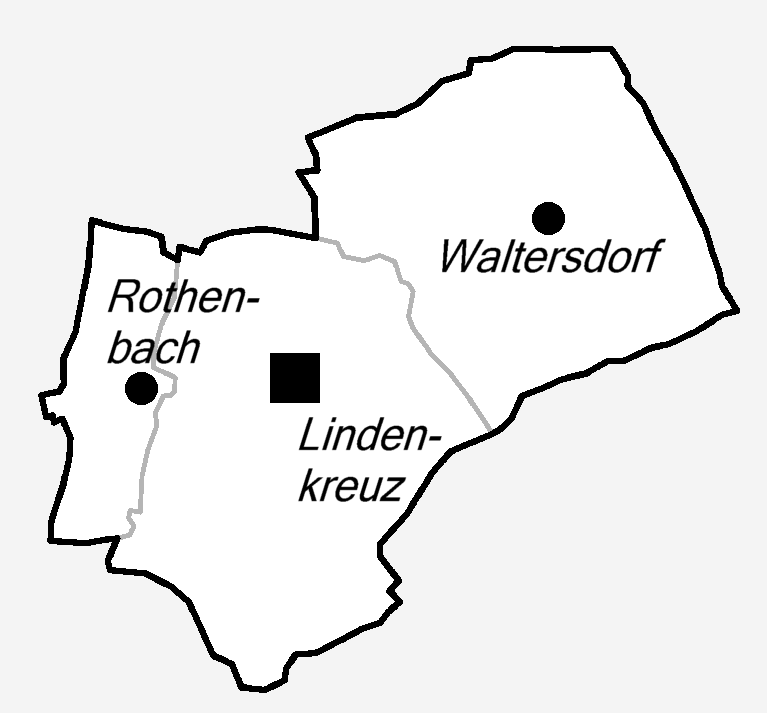
Gemeindegliederung

### Nachbargemeinden
Angrenzende Gemeinden sind Kraftsdorf, die Stadt Münchenbernsdorf und Saara im Landkreis Greiz sowie St. Gangloff und Tautendorf im Saale-Holzland-Kreis.

### Gemeindegliederung
Zur Gemeinde gehören die Ortsteile  Lindenkreuz, Rothenbach und Waltersdorf.

## Geschichte
Lindenkreuz, erstmals 1487 in einer Urkunde erwähnt, war ein großherzogliches Dorf im Amtsgerichtsbezirk Weida (Kurfürstentum Sachsen, ab 1815 zum Großherzogtum Sachsen-Weimar-Eisenach (Neustädter Kreis)).
Rothenbach, ein Vorwerk des Rittergutes Münchenbernsdorf, erscheint erstmals in einer Urkunde von 1483. Der Ort gehörte ebenfalls zum Amt Weida im Kurfürstentum Sachsen und ab 1815 zum Großherzogtum Sachsen-Weimar-Eisenach (Neustädter Kreis).
Waltersdorf, im Saarbachtal gelegen, findet in einer Urkunde von 1288 Erwähnung. Der Ort gehörte zur „Herrschaft Gera“ des Fürstentums Reuß jüngerer Linie.
Am 1. Juli 1950 wurde Lindenkreuz zusammen mit Rothenbach nach Waltersdorf eingemeindet. Die Gemeinde wurde bereits am 1. März 1951 in Lindenkreuz umbenannt. Der Anschluss an den Gemeindeverband Münchenbernsdorf erfolgte 1972.
Die ehemalige Schule von Lindenkreuz wurde nach deren Schließung zu einem Gemeinderaum umgebaut, welcher heute u. a. von der Freiwilligen Feuerwehr Lindenkreuz als Schulungsraum genutzt wird.

### Einwohnerentwicklung
Entwicklung der Einwohnerzahl (31. Dezember):
| - 1994 – 536 - 1995 – 547 - 1996 – 543 - 1997 – 571 - 1998 – 564 - 1999 – 543 | - 2000 – 525 - 2001 – 521 - 2002 – 515 - 2003 – 513 - 2004 – 513 - 2005 – 508 | - 2006 – 494 - 2007 – 484 - 2008 – 481 - 2009 – 482 - 2010 – 475 - 2011 – 480 | - 2012 – 478 - 2013 – 482 - 2014 – 474 - 2015 – 461 - 2016 – 464 - 2017 – 461 | - 2018 – 444 - 2019 – 441 - 2020 – 435 - 2021 – 431 - 2022 – 425 - 2023 – 425 |

 Datenquelle: Thüringer Landesamt für Statistik

## Wirtschaft und Infrastruktur

### Verkehr
Lindenkreuz und Waltersdorf liegen an der Kreisstraße 129. 
Die Linie 200 der RVG Regionalverkehr Gera/Land verbindet die Orte im Zweistundentakt mit Gera und Münchenbernsdorf.

### Wasserver- und Abwasserentsorgung
Die Gemeinde Lindenkreuz ist Mitglied im Zweckverband Wasser / Abwasser Mittleres Elstertal. Dieser übernimmt für die Gemeinde die Trinkwasserversorgung und Abwasserentsorgung.

## Sehenswertes
- Dorfkirche Lindenkreuz, erbaut 1744
- Schmeissersmühle mit Forellenzucht zwischen Lindenkreuz und Waltersdorf
- der Dreiherrenstein

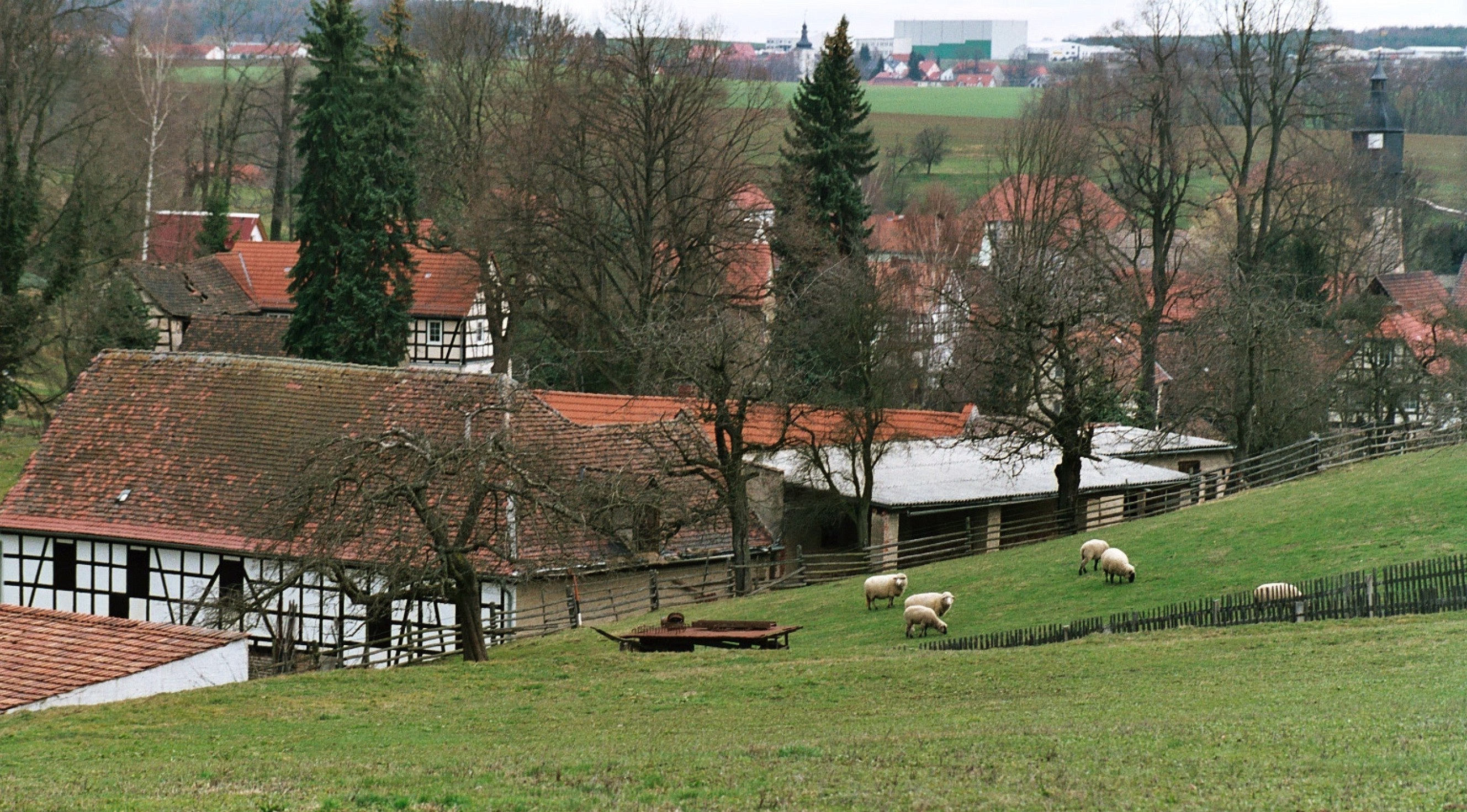
Lindenkreuz
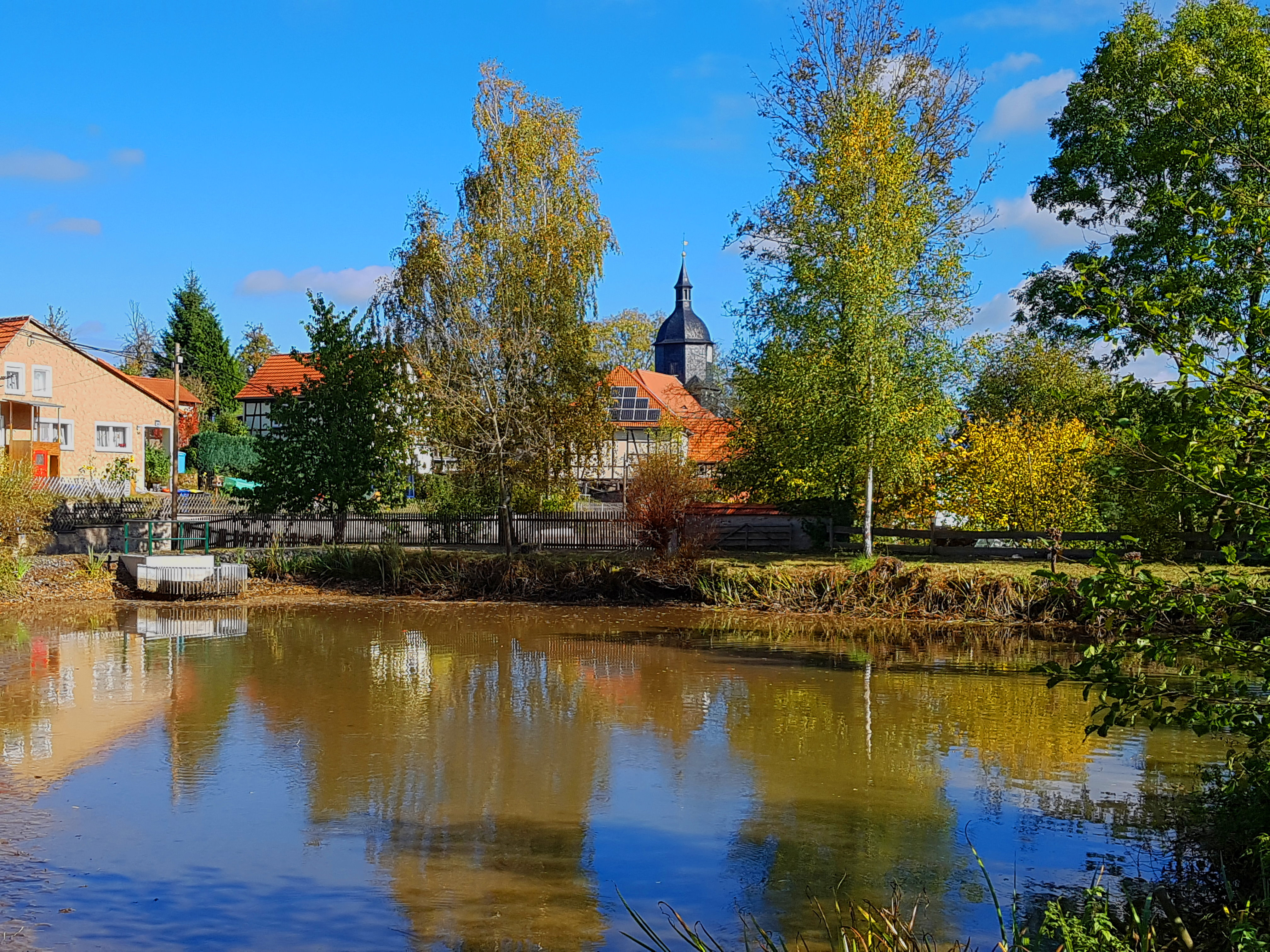
Dorfansicht
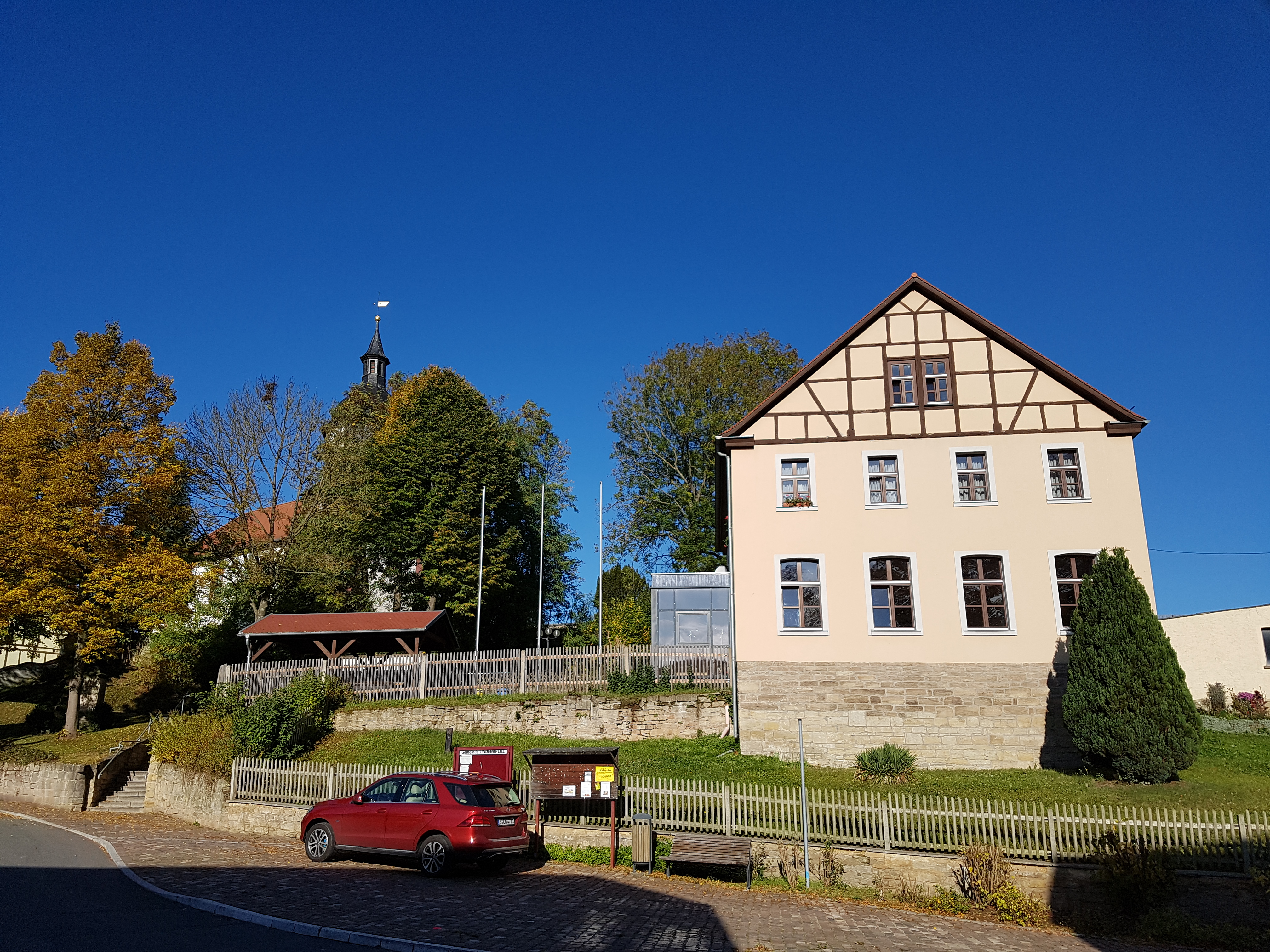
Ehemalige Schule
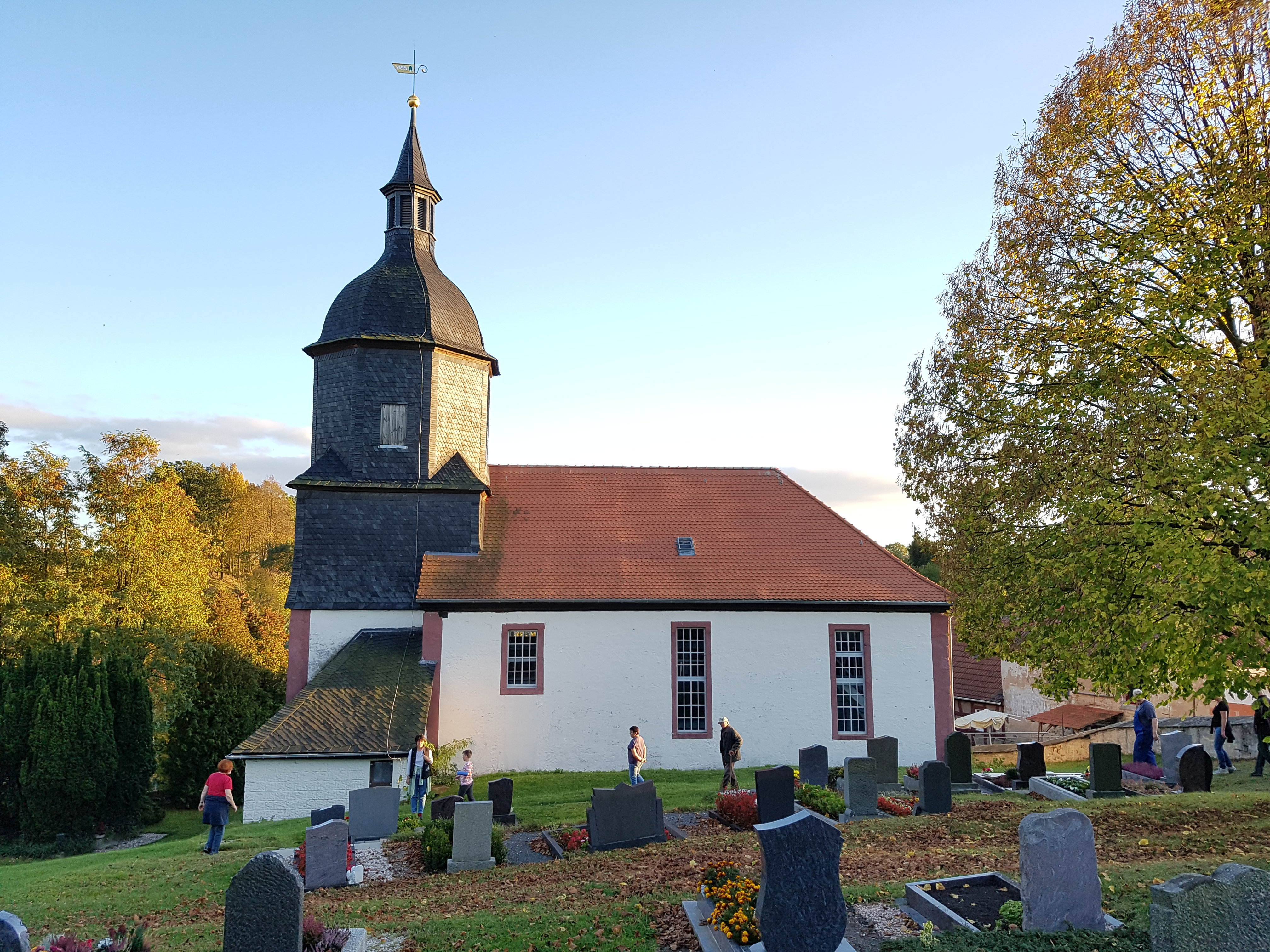
Dorfkirche Lindenkreuz